# ドミニク・スウェイン
ドミニク・スウェイン（Dominique Swain, 1980年8月12日-）はアメリカ合衆国カリフォルニア州マリブ出身の女優。妹に同じく女優のチェルシー・スウェインがいる。1997年にエイドリアン・ライン監督によるウラジーミル・ナボコフの同名小説二度目の映画化となる『ロリータ』で17歳でデビューし、話題になった。

## 出演作品
- ロリータ Lolita(1997)
- フェイス/オフ Face/Off(1997)
- ガールズ・ガールズ Girl(1999)
- インターン(2000)
- 禁断の蕾 The Smokers(2000)
- ベスト・フレンド New Best Friend (2002)
- レディ・キラー The Job (2003)
- アクア・ブルー The Freediver(2004)
- ファイナル・ショット(2004)
- いけにえ(2005)
- アルファ・ドッグ　破滅へのカウントダウン Alpha Dog(2006)
- オール・イン　エースの法則(2006)
- デッド・メアリー　鮮血浴(2007)
- 地獄のクリスマス・キャロル(2007)
- ベルベット・スパイダー Stiletto(2008)
- 果てなき路(2010)
- ナチス・イン・センター・オブ・ジ・アース(2012)
- エクスペンダブル・ミッション(2015)
- シャーク・プリズン　鮫地獄女囚大脱獄(2015)
- リベンジ・プラン(2016)
- ムーン・インパクト(2020)